# 483

483(사백팔십삼)은 482보다 크고 484보다 작은 자연수다.

## 수학
- 합성수로, 그 약수는 1, 3, 7, 21, 23, 69, 161, 483이다. 진약수의 합은 285이므로, 483은 부족수다.
- 59번째 쐐기수다. 앞의 쐐기수는 474, 다음 쐐기수는 494다.
  - 16번째 홀수 쐐기수다. 앞의 홀수 쐐기수는 465, 다음은 555다.
- {\displaystyle 483=21\times 23}
  - 연속하는 두 홀수의 곱으로 나타낼 수 있으며, 이 성질을 지닌 앞의 수는 399, 다음 수는 575다.

## 과학
- NGC 483(영어판): 물고기자리 방향에 있는 나선은하.
- 483 세피나(영어판): 소행성.

## 교통
- 일본 483번 국도: 효고현 도요오카시에서 가스가정까지 이어지던 일본의 과거 국도. 현재 기타킨키 도요오카 자동차도(일본어판)로 지정되어 있다.
- 현도 제483호선

## 군사
- LST-483(영어판): 제2차 세계 대전에 사용된 미국의 전차상륙함.
- U-483(영어판): 제2차 세계 대전에 사용된 나치 독일의 군용 잠수함.

## 문화유산
- 대한민국의 보물 제483호: 윤단학 노비허여문기 및 입안
- 대한민국의 사적 제483호: 나주목 관아와 향교

## 작품
- 《Zimmer 483》: 독일의 밴드 토쿄 호텔의 두 번째 정규 음반. (2007년 2월 23일 출시)

## 기타
- 연도: 483년, 기원전 483년